# Carl von Ghega

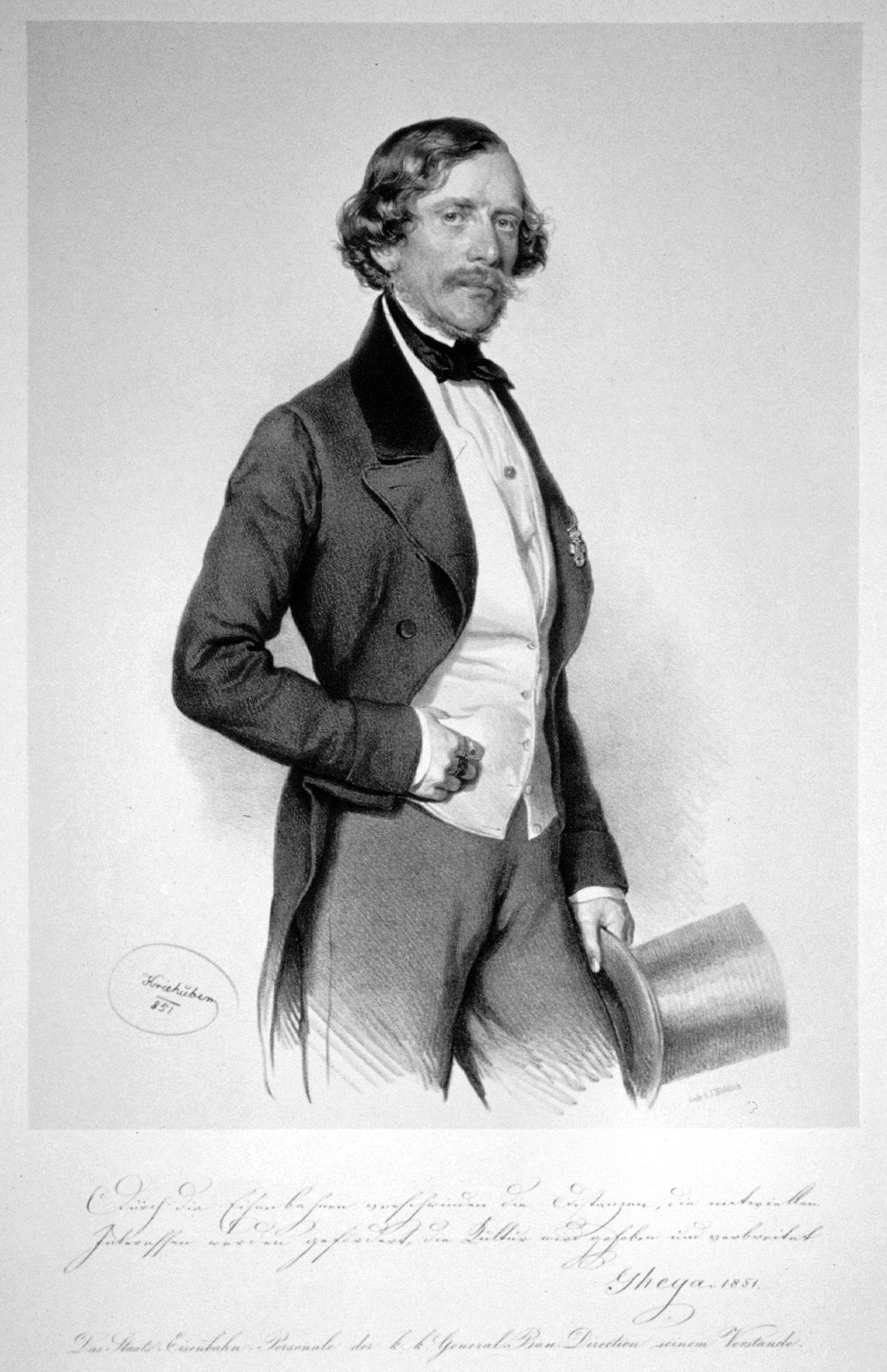
Carl von Ghega, Lithografie von Joseph Kriehuber 1851

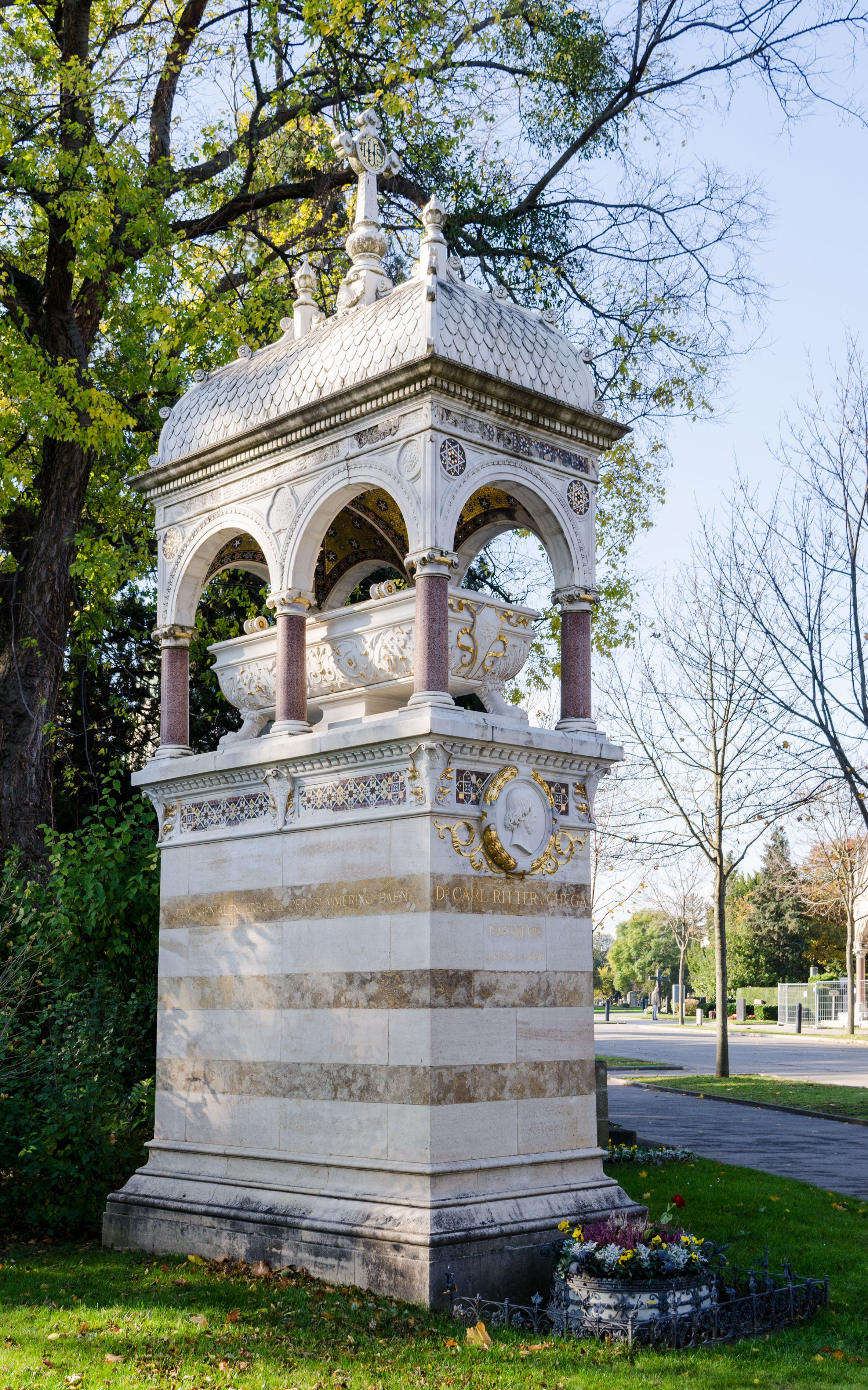
Ehrengrab von Carl Ritter von Ghega auf dem Wiener Zentralfriedhof

Carl Ritter von Ghega (* 10. Jänner 1802 in Venedig; † 14. März 1860 in Wien) war ein österreichischer Ingenieur mit albanischen Wurzeln und der Erbauer der Semmeringbahn von Gloggnitz bis Mürzzuschlag.

## Leben
Carlo Ghega wurde als Sohn albanischer Eltern in Venedig geboren. Ursprünglich sollte er wie sein Vater Anton de Ghega Marineoffizier werden, allerdings zeigte sich früh, dass seine mathematische Begabung größer als seine Liebe zum Meer war. Nach dem Besuch des k. k. Militärkollegiums ging er mit 15 Jahren zum Studium an die Universität Padua, wo er bereits nach einem Jahr sein Diplom als Ingenieur und Architekt erhielt und ein weiteres Jahr später, bereits mit 17 Jahren, den Doktortitel für Mathematik. 
Seine Ingenieurslaufbahn begann er mit Straßen- und Wasserbauten in Venetien. Unter anderem wirkte er am Bau der Strada d’Alemagna, der Straße von Treviso nach Cortina d’Ampezzo, mit. Bereits 1833 veröffentlichte er sein erstes Fachbuch. In der Zeit von 1836 bis 1840 war er Bauleiter für die Teilstrecke Lundenburg bis Brünn der Kaiser-Ferdinand-Nordbahn. Während dieser Zeit (1836–1837) studierte er auch das Eisenbahnwesen in England und anderen europäischen Staaten. Im Jahr 1842 wurde Ghega Gesamtplanungsleiter der zukünftigen südlichen Staatseisenbahn, weshalb er im selben Jahr eine Studienreise in die USA unternahm, um die dortigen Bahnstrecken in Gebirgen zu studieren. Die auf dieser Reise gewonnenen Erkenntnisse flossen nicht nur in die Planung und den Bau der Semmeringbahn ein, sondern auch in zwei Publikationen. Ghega veröffentlichte die meisten seiner Schriften parallel zur deutschen auch in identischen italienischen und französischen Ausgaben.

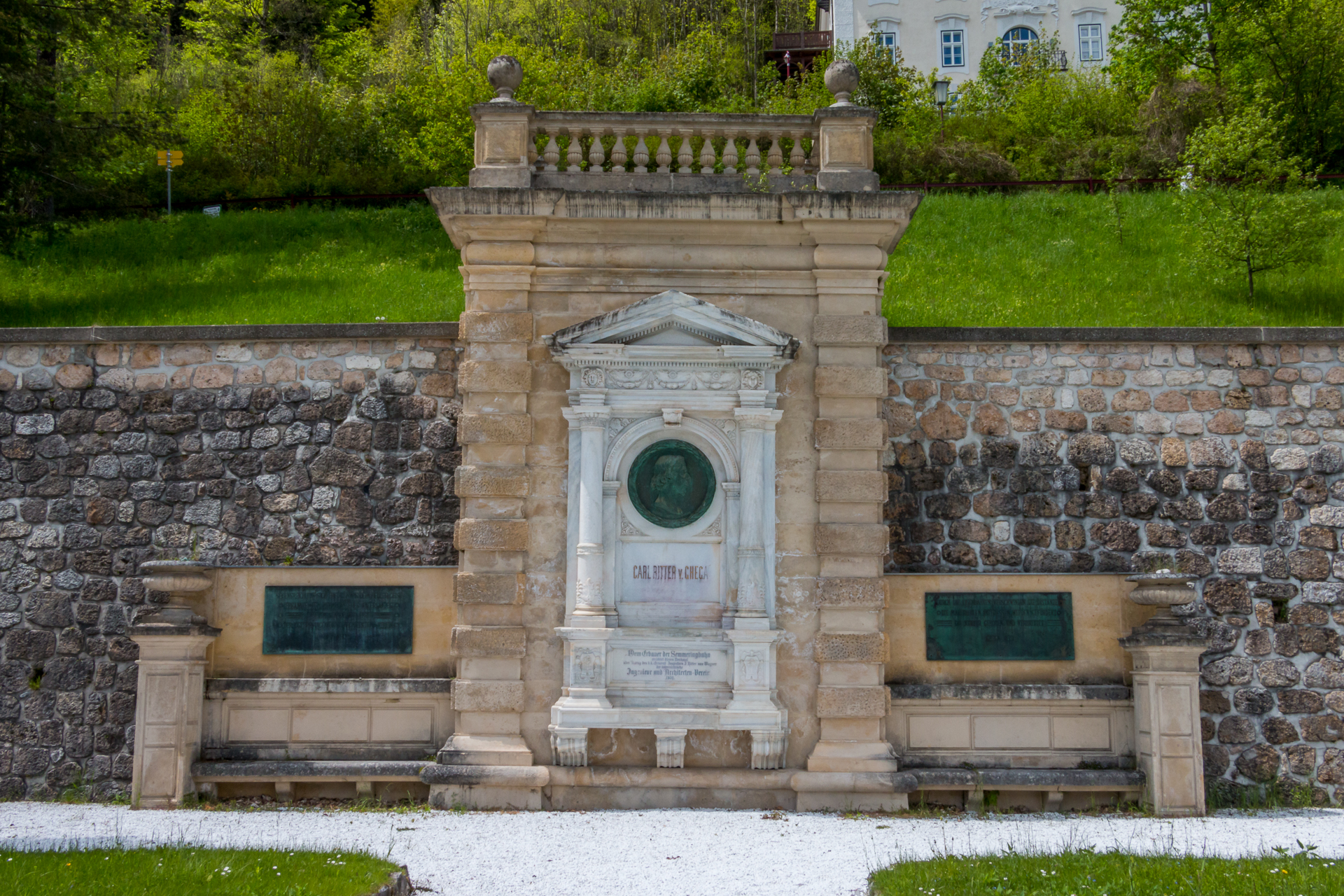
Das Ghega-Denkmal im Bahnhof Semmering

Nach seiner Rückkehr zu den Staatseisenbahnen wurde er mit der Planung für die Errichtung der Bahnlinie Richtung Süden, von Gloggnitz über Mürzzuschlag und Graz bis nach Triest beauftragt. Die Bahnüberquerung des Semmerings wurde von vielen seiner Zeitgenossen als technisch aufwändig bis hin zu ‚nicht möglich‘ angesehen. Aber bereits 1844 legte er einen Plan für die Überwindung des Semmerings vor, der den Betrieb mit herkömmlichen Dampflokomotiven mit Adhäsionsantrieb vorsah, unter Verzicht auf Zahnstangen oder den Seilebenen-Betrieb. Noch bevor der Bau beschlossen wurde, begann Ghega bereits die Konstruktion von Lokomotiven voranzutreiben, die derartige Steigungen überwinden können. 
Der Baubeginn für die Semmeringbahn war 1848. Noch vor der Fertigstellung 1854 wurde der Ingenieur im Jahr 1851 in den Ritterstand erhoben. Carl Ritter von Ghega entwarf in den Jahren 1853/1854 ein Eisenbahnnetz für die gesamte Habsburger Monarchie und wurde in den darauf folgenden Jahren mit dem Entwurf für Eisenbahnstrecken in Siebenbürgen beauftragt, jedoch konnte er dieses Projekt nicht mehr zu Ende führen, da er bereits am  14. März 1860 in Wien in seinem Wohnhaus an der Ecke Rotenturmstraße/Lugeck an Tuberkulose starb. Das Leichenbegängnis fand am 16. März auf dem Währinger Friedhof statt.
1858 wurde die letzte Eisenbahn in der Donaumonarchie privatisiert, ein halbes Jahr später wurde auch die Dienststelle Ghegas aufgelöst. Sein in der Öffentlichkeit weitgehend unbekanntes Leben war Stoff für fünf Romane und zahlreiche Mythen. 

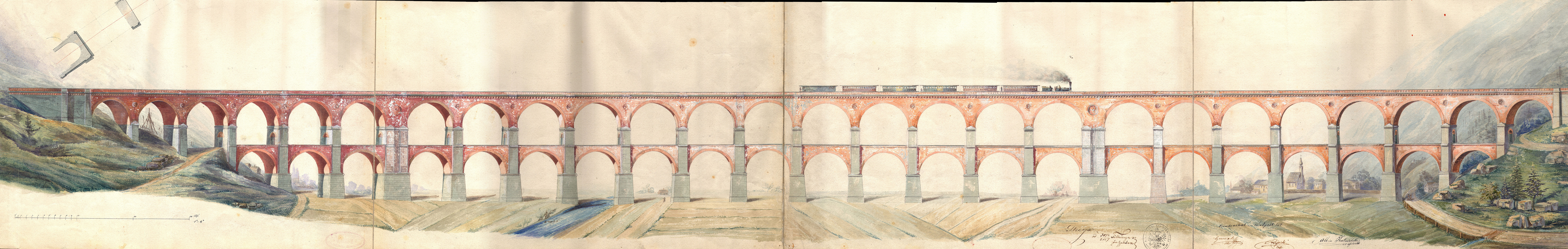
Ghegas Originalplan des Franzdorfer Viadukts

## Würdigung
- Ehrenbürgerrecht der Stadt Triest (1857)[5]
- Exhumierung und Beisetzung am 7. September 1887[6] in einer Ehrengruft auf dem Wiener Zentralfriedhof (Gruppe 32 A, Nr. 24)[7]
- Sein Konterfei ist auf der Vorderseite der 20-Schilling Banknote von 1966 abgedruckt. Die Semmeringbahn ist hierbei auf der Rückseite angedeutet.
- Ghegadenkmal im Bahnhof Semmering
- Benennung der Ghegastraße im 3. Wiener Gemeindebezirk
- Benennung der Ghegastraße in Marchtrenk
- Benennung der Ghegastraße in Knittelfeld
- Benennung der Ghegagasse im 4. Grazer Stadtbezirk "Lend"
- Benennung der Ghegagasse in Weiz
- Benennung der Ghegastraße in Wels
- Benennung der Ghegagasse in Wiener Neustadt
- Benennung des Ghegaparks und der Ghegabrücke in Gloggnitz
- Benennung der Straße Ghegova in Brünn
- Benennung der Straße Via Ghega in Triest
- Im Jahr 2012 erschien eine Sonderbriefmarke der österreichischen Post zum 210. Geburtstag
- European Surveyor of the year 2018

## Schriften
- Dell’ottante a diottra. Stromento geodetico per tracciare in pianta l’andamento delle curve circolari. G. B. Merlo, Venedig 1833. – Volltext online.
- Die Baltimore-Ohio Eisenbahn über das Alleghany-Gebirg mit besonderer Berücksichtigung der Steigungs- und Krümmungsverhältnisse. Kaulfuß Witwe und Prandel, Wien 1844, OBV.
- Über nordamerikanischen Brückenbau und Berechnung des Tragvermögens der Howe'schen Brücken. Kaulfuss Prandel, Wien 1845. – Volltext online.
- Uebersicht der Hauptfortschritte des Eisenbahnwesens in dem Jahrzehnde 1840–1850 und die Ergebnisse der Probefahrten auf einer Strecke der Staatsbahn ueber den Semmering in Oesterreich. Sollinger, Wien 1853. – Text online, Atlas online.
- Malerischer Atlas der Eisenbahn über den Semmering: mit vorausgehender historisch-statistischer Übersicht der im Betriebe stehenden Eisenbahnen in Österreich. (Bd. 1: Text, Bd. 2: Atlas). Gerold, Wien 1854/55 Digitalisat